# Fusillade de l'Umpqua Community College
La fusillade de l'Umpqua Community College est une tuerie qui s'est déroulée le 1er octobre 2015, dans l'Oregon aux États-Unis, faisant dix morts (dont le tueur) et au moins sept blessés graves.

## Faits présumés

Carte du campus.

Les faits se sont déroulés au matin du 1er octobre 2015. Chris Harper-Mercer s'introduisit dans le campus et tira sur des élèves et des professeurs pendant les cours. Le premier appel au 911 fut donné à 10 h 38 heure locale. La police arriva à 10 h 44, puis procéda à un échange de tirs avec le tueur, qui finit par se suicider. Treize armes à feu appartenant au tireur, toutes acquises légalement, ont été récupérées par les autorités : cinq pistolets et un fusil sur le campus, et sept autres armes au domicile du tireur,.

### Victimes
Neuf personnes, dont huit étudiants et un membre du personnel de l'université, furent tuées dans l'attaque. Il s'agit de, :
- Lucero Alceraz, 19 ans ;
- Treven Taylor Anspach, 20 ans ;
- Rebecka Ann Carnes, 18 ans ;
- Quinn Glen Cooper, 18 ans ;
- Kim Saltmarsh Dietz, 59 ans ;
- Lucas Eibel, 18 ans ;
- Jason Dale Johnson, 33 ans ;
- Lawrence Levine, 67 ans (maître de conférences) ;
- Sarena Dawn Moore, 44 ans.

## Tireur
Christopher Harper-Mercer, étudiant à l'Umpqua Community College (UCC) âgé de 26 ans au moment des faits, a été identifié comme l'unique auteur de la fusillade.
Né au Royaume-Uni, Harper-Mercer déménage enfant aux États-Unis avec ses parents qui se séparent des années plus tard ; il reste avec sa mère à Torrance en Californie. Il tente en 2008 de servir dans l'armée américaine à Fort Jackson en Caroline du Sud, mais est réformé au bout de cinq semaines de formation. Lui et sa mère déménagent plus tard à Winchester (en), non loin de Roseburg dans l'Oregon, et il s'inscrit à l'UCC. Avant la fusillade, il vivait toujours chez sa mère et était « mis à l'essai » à l'UCC pour cause de résultats scolaires insuffisants. À l'université, il était inscrit à un cours de production théâtrale, ainsi qu'à un cours d'écriture, ce même cours dans lequel il fit irruption lors de la fusillade.
Sa demi-sœur a assuré aux médias qu'il s'agissait de quelqu'un qui « voulait que tout le monde soit heureux », tandis que des voisins le décrivent comme un garçon « anxieux », au crâne rasé, qui avait un comportement peu rassurant et portait des habits militaires. Un compte Myspace à son nom contient des photos d'hommes armés et encagoulés ainsi que des images en rapport avec l'Armée républicaine irlandaise. Sur un blog lié à son adresse e-mail, on trouve un billet au sujet de Vester Flanagan, qui a abattu une journaliste et un cadreur en direct en août 2015, contenant la remarque suivante : « On dirait bien que plus on fait de victimes, plus on fait parler de soi ».
Le shérif du comté a initialement refusé de donner le nom du tireur, afin de ne pas « glorifier » les actes de ce dernier : « Vous ne m’entendrez jamais prononcer son nom. Je ne vais pas lui donner la reconnaissance qu’il cherchait sans doute avant de commettre cet acte horrible et lâche ».

## Réactions
En réaction au drame, le président Barack Obama fit une allocution le soir même, durant laquelle il déplora que des fusillades comme celle-ci étaient devenues une « routine » et déclara : « Ce soir, je veux demander aux Américains de réfléchir à ce qu’ils peuvent faire pour que notre gouvernement fasse évoluer la loi. Pour sauver des vies. Et laisser les jeunes grandir »,.